# Hauviné
Hauviné település Franciaországban, Ardennes megyében. Lakosainak száma 320 fő (2022. január 1.). Hauviné Cauroy, La Neuville-en-Tourne-à-Fuy, Saint-Clément-à-Arnes, Saint-Pierre-à-Arnes és Bétheniville községekkel határos.

## Népesség
A település népességének változása:
| Lakosok száma | 297  | 229  | 221  | 266  | 308  | 318  | 327  | 334  | 338  | 320  |
|               | 1968 | 1982 | 1990 | 2006 | 2013 | 2015 | 2017 | 2019 | 2020 | 2022 |